# Guillaume Schiffman
Pour les articles homonymes, voir Schiffman.
Guillaume Schiffman est un directeur de la photographie français.
Il reçoit en 2012, le César et le BAFTA de la meilleure photographie pour The Artist.

## Biographie

### Famille
Guillaume Schiffman est le fils de la scénariste et réalisatrice Suzanne Schiffman et du peintre Philippe Schiffman (1949-1999) et le frère de Mathieu Schiffman.
Avec l'actrice et réalisatrice Emmanuelle Bercot il a un fils, Nemo Schiffman.

## Filmographie
- 1989 : Comme d'habitude
- 1990 : La Gloire de mon père d’Yves Robert
- 1992 : Les Merisiers (TV)
- 1992 : Juste avant l'orage
- 1994 : Le Tapis brûle de Marc Chapiteau (CM).
- 1994 : Arrêt d'urgence (TV)
- 1994 : Pas si grand que ça! (TV)
- 1994 : Le Sourire de Claude Miller
- 1995 : Montana Blues de Jean-Pierre Bisson
- 1996 : Bernie d'Albert Dupontel
- 1997 : Pardaillan d'Édouard Niermans (TV)
- 1998 : La Loïe Fuller
- 1998 : La Classe de neige de Claude Miller
- 1999 : Chasseurs d'écume (feuilleton TV)
- 1999 : Kennedy et moi de Sam Karmann
- 2000 : La Tartine (court-métrage) de Nathan Miller
- 2001 : La Jeunesse des trois mousquetaires de Mario Andreacchio
- 2001 : Des anges (court-métrage) de Julien Leloup
- 2002 : La Bande du drugstore de François Armanet
- 2002 : Brocéliande de Doug Headline
- 2003 : Quelqu'un vous aime... (court-métrage) d'Emmanuelle Bercot
- 2003 : Ambre a disparu (TV) de Denys Granier-Deferre
- 2004 : Anatomie de l'enfer de Catherine Breillat
- 2004 : Le Grand Rôle de Steve Suissa
- 2004 : Le Carnet rouge (court-métrage) de Mathieu Simonet
- 2005 : Chok-Dee de Xavier Durringer
- 2005 : Belzec (documentaire) de Guillaume Moscovitz
- 2006 : OSS 117 : Le Caire, nid d'espions de Michel Hazanavicius
- 2006 : Les Ambitieux de Catherine Corsini
- 2007 : Regarde-moi d'Audrey Estrougo
- 2007 : Lady Bar (TV) de Xavier Durringer
- 2007 : Un certain regard (court-métrage) de Géraldine Maillet
- 2008 : Un cœur simple de Marion Laine
- 2009 : OSS 117 : Rio ne répond plus de Michel Hazanavicius
- 2010 : Gainsbourg (vie héroïque) de Joann Sfar
- 2011 : L'Avocat de Cédric Anger
- 2011 : The Artist de Michel Hazanavicius
- 2012 : Les Infidèles d'Emmanuelle Bercot, Fred Cavayé, Alexandre Courtès, Jean Dujardin, Michel Hazanavicius, Éric Lartigau et Gilles Lellouche
- 2012 : Populaire de Régis Roinsard
- 2013 : Elle s'en va d'Emmanuelle Bercot
- 2013 : En solitaire de Christophe Offenstein
- 2014 : Une histoire banale d'Audrey Estrougo
- 2014 : The Search de Michel Hazanavicius
- 2015 : La tête haute d'Emmanuelle Bercot
- 2017 :  Le Redoutable de Michel Hazanavicius
- 2018 : Le Retour du héros de Laurent Tirard
- 2018 : Gueule d'ange de Vanessa Filho
- 2019 : Les Traducteurs de Régis Roinsard
- 2020 : Le Prince oublié de Michel Hazanavicius
- 2020 : La Bonne épouse de Martin Provost
- 2020 : Mon cousin de Jan Kounen
- 2021 : Une jeune fille qui va bien de Sandrine Kiberlain
- 2021 : En attendant Bojangles de Régis Roinsard
- 2023 : Le Consentement de Vanessa Filho
- 2023 : Bonnard, Pierre et Marthe de Martin Provost
- 2023 : Rien à perdre de Delphine Deloget
- 2024 : La Famille Hennedricks de Laurence Arné
- 2025 : Le Secret de Khéops de Barbara Schulz
- 2025 : Ma mère, Dieu et Sylvie Vartan de Ken Scott

## Distinctions

### Récompenses
- 2011 : British Society of Cinematographers : Meilleure photographie pour The Artist
- BAFTA 2012 : British Academy Film Award de la meilleure photographie pour The Artist
- Césars 2012 : César de la meilleure photographie pour The Artist
- 2012 : Independent Spirit Awards de la meilleure photographie pour The Artist.

### Nominations
- Césars 2007 : Nommé au César de la meilleure photographie pour OSS 117 : Le Caire, nid d'espions
- Césars 2011 : Nommé au César de la meilleure photographie pour Gainsbourg (Vie héroïque)
- 2012 : Nommé dans la catégorie de la Meilleure photographie à l'Alliance of Women Film Journalists pour The Artist
- 2012 : Nommé dans la catégorie de la Meilleure photographie à l'American Society of Cinematographers pour The Artist
- 2012 : Nommé dans la catégorie de la Meilleure photographie au Critics' Choice Movie Awards pour The Artist
- 2012 : Nommé dans la catégorie de la Meilleure photographie au Prix du cinéma européen pour The Artist
- 2012 : Nommé dans la catégorie de la Meilleure photographie au Houston Film Critics Society pour The Artist
- 2012 : Nommé dans la catégorie de la Meilleure photographie au San Diego Film Critics Society Awards pour The Artist
- 2012 : Nommé dans la catégorie de la Meilleure photographie au Satellite Awards pour The Artist
- 2012 : Nommé dans la catégorie de la Meilleure photographie au Washington D.C. Area Film Critics Association pour The Artist
- Oscars 2012 : Nommé dans la catégorie Meilleure photographie pour The Artist
- Césars 2013 : Nommé au César de la meilleure photographie pour Populaire